# Serguei Sàlnikov
Serguei Sàlnikov   (Krasnodar, 13 de setembre de 1925 - Moscou, 9 de maig de 1984) fou un futbolista rus de la dècada de 1950.
Fou 20 cops internacional amb la selecció soviètica amb la qual participà en la Copa del Món de Futbol de 1958 i als Jocs Olímpics d'Estiu de 1948.
Pel que fa a clubs, defensà els colors de FC Spartak Moscou, FC Zenit Sant Petersburg i FC Dinamo Moscou.
És pare de la tennista Iúlia Sàlnikova i avi del tennista grec Stéfanos Tsitsipàs.

## Referències

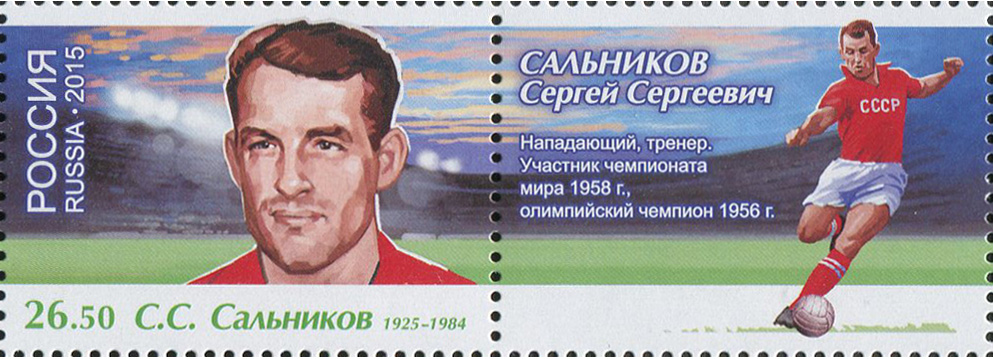
Salnikov en un segell de llegendes del futbol.